# بلبل گلویاقوتی
بلبل گلویاقوتی (نام علمی: Rubigula dispar) یا بلبل زرد، همچنین که به عنوان بلبل گلوآتشی شناخته می‌شود، عضوی از خانواده بلبلان از پرندگان گنجشک‌سان است که در سوماترا، جاوه و بالی یافت می‌شود.